# Coleophora fuscedinella
Coleophora fuscedinella é uma espécie de mariposa do gênero Coleophora pertencente à família Coleophoridae.